# Jakab wessexi gróf
Mountbatten-Windsor Jakab Sándor Fülöp Teó wessexi gróf (angolul: James Alexander Philip Theo Mountbatten-Windsor, Duke of Wessex; Surrey, 2007. december 17. –) Eduárd edinburgh-i herceg és Zsófia edinburgh-i hercegné második gyermeke és első fia, II. Erzsébet brit királynő legfiatalabb unokája. Jakab wessexi gróf 2022 szeptemberében az Egyesült Királyság trónöröklési rendjében a 14. helyet foglalja el.

## Fiatalkora
Jakab 2007. december 17-én császármetszéssel született a surrey-i Frimley Park Hospital kórházban. Apja Eduárd wessexi gróf, anyja Zsófia wessexi grófné. Jakab születési súlya 2,8 kg volt. Eduárd gróf, aki végig jelen volt, azt nyilatkozta utána, hogy a szülés "sokkal nyugisabb volt, mint legutóbb" (utalva Jakab nővérére, akit méhlepényrepedés miatt sürgősségi császármetszéssel született) Jakabot és édesanyját december 20-án engedték ki a kórházból és másnap bejelentették, hogy hivatalosan Jakab Sándor Fülöp Teó névre keresztelik (James Alexander Philip Theo). Nővére, Louise Windsor négy évvel idősebb nála. A család jelenleg Surrey-ben, a Bagshot Park rezidencián él.
Jakabot 2008. április 19-én keresztelték meg a Windsori kastély kápolnájában A keresztelő alkalmával Jakab olyan ruhát viselt, amely Viktória brit királynő legidősebb lánya, Viktória brit királyi hercegnő keresztelői ruhájának hű mása. A Windsor-ház újszülöttjei keresztelésükkor hagyományosan ezt a ruhát viselték 1840 óta. Az eredeti ruhát tovább már nem használják.

## Címe és megszólítása
- 2007. december 17. – 2023. március 10.: Severn vikomtja
- 2023. március 10. – : Wessex grófja

Az V. György által 1917-ben kiadott királyi rendeletek szerint az uralkodó férfiági leszármazottait megilleti a királyi hercegi címe és a "Királyi fenség" megszólítás. Ennek megfelelően Jakab címe "brit királyi herceg", megszólítása pedig "Ő királyi fensége" lett volna.
Azonban szülei esküvőjekor a királynő, egy sajtóközlemény útján, azt nyilatkozta, hogy (a királyi hercegi címmel járó kötelezettségek elkerülése érdekében) Eduárd és Zsófia gyermekei inkább grófi, semmint királyi címeket kapnak. Az Egyesült Királyságban uralkodó szokás szerint a grófok legidősebb fia apjuk valamelyik kisebb címét örökli születése jogán, ennek megfelelően lett Jakab is Severn algrófja, amely címet minden hivatalos közleményben használnak.
Ennek ellenére bizonyos vélemények szerint Jakab brit királyi hercegnek számít, mivel a királynő sajtóközleményének nincs olyan jogi súlya, mint az 1917-ben kiadott királyi rendeletnek, ezért utóbbit kell alapul venni. Mások szerint viszont az uralkodó kinyilvánított akarata, a királyi család tagjainak címét és megnevezését illetően, mindig nagyobb jogi erővel bír, mint bármilyen megelőző jogi aktus.

### Kitüntetések
2008 júniusában apja kanadai látogatása során Manitoba kormányzója egy tavat nevezett el Jakabról.